# Tenochtitlan (banda)
Tenochtitlan es un proyecto musical de Rusia. Su estilo es descrito como el ethnic doom metal pero también tiene influencias de música dark ambient, folk metal. La temática de canciones es exclusivamente sobre las culturas prehispánicas latino-americanas como los mayas, aztecas, incas, su historia, mitología, secretos. 
Tenochtitlan es un proyecto único que combina sonidos exóticos y místicos con el ritmos fuertes de las guitarras electrónicas y con partes atmosféricas de los instrumentos teclados. Los vocales también son variables: las voces fuertes guturales, las voces claras masculinas y femeninas. La mayor parte de los canciones son interpretados en idioma ruso pero también usan e idiomas como quechua, nahuatl, maya. 
El proyecto es completamente virtual porque todos los miembros hicieron sus partes musicales por solo. 

## Discografía
- Epoch of the Fifth Sun (2005)
- Chac Och-Ut (2006)
- Teokalli (EP, 2006)
- Tezcatl (2007)
- Tenochtitlan - Nahual [2010]
- Сотворение Мира (2011)
- Tenochtitlan - Sotvorenie Mira [2013]